# Cimetière militaire de Redipuglia
Le cimetière militaire de Redipuglia (en italien : sacrario militare di Redipuglia) est le plus grand cimetière militaire italien et l'un des plus grands au monde. Érigé sur le territoire de la commune de Fogliano Redipuglia dans la province de Gorizia (Friuli-Venezia Giulia), région ethnico-culturelle de la Bisiacaria, sur un projet du sculpteur Giannino Castiglioni et de l'architecte Giovanni Greppi, il fut inauguré le 13 septembre 1938. Il conserve les corps de plus de 100 000 morts tombés lors de la Grande Guerre. 

## Le mausolée
« Tous les efforts pour esthétiser la politique culminent en un seul point. Ce point c'est la guerre. »

— Walter Benjamin,

L'ouvrage, réalisé dans le cadre d'un projet dirigé par le général Ugo Cei de monumentalisation des lieux de mémoire de la Première Guerre mondiale par le régime fasciste et sur des plans de l'architecte Giovanni Greppi et du sculpteur Giannino Castiglioni, est érigé sur les pentes du monte Sei Busi, sommet du Carso âprement disputé lors de la première phase de la Grande Guerre, actuellement situées sur le territoire de la commune de Fogliano Redipuglia dans la province de Gorizia (Friuli-Venezia Giulia), région ethnico-culturelle de la Bisiacaria. La stèle commémorative scellée le 13 septembre 1938, jour de l'inauguration indique : 

« Regnando Vittorio Emanuele III capo supremo della guerra vittoriosa Benito Mussolini duce d'Italia e fondatore dell'impero questo sacrario di Redipuglia che attorno al condottiero della terza armata raccoglie i cento mila caduti delle dodici battaglie carsiche consegnava alla gloria e alla religione degli italiani 13 sett. 1938 XVI E.F. commissario del governo gen. di c. d'a. Ugo Cei progettisti scult. G. Castiglioni arch. G. Greppi »

Une grosse chaîne d'ancre ayant appartenu au torpilleur Grado signale symboliquement l'entrée du sanctuaire. Au-delà s'étend une vaste esplanade en légère déclivité, pavée en pierre du Carso, traversée en son centre par la via eroica (la « voie héroïque ») qui court entre deux files de dix-neuf plaques de bronze, dont chacune porte le nom gravé d'une localité où la lutte fut la plus âpre et la plus sanglante. Face à la via eroica s'élève, solennel, l'escalier formé de vingt-deux paliers sous lesquels sont déposées les dépouilles mortelles de 39 857 hommes tombés au combat qui ont pu être identifiés. Leurs noms figurent, gravés en ordre alphabétique du bas vers le haut, complétés, lorsque cela a été possible, par les prénom, grade, compagnie et récompense militaire, sur un alignement de plaques bronze scellées au droit de chaque palier. Sur chaque contre marche se répète à l'infini, en grandes lettres de pierre, le mot : presente (« présent ») surmontant la liste des noms. Sur le dernier palier, dans deux grandes tombes situées de chaque côté d'une chapelle votive sumontée de trois grandes croix reposent les restes de 60 330 soldats inconnus. Dans la chapelle et dans les deux salles adjacentes sont conservés des objets personnels des soldats italiens et austro-hongrois. 
Le sanctuaire se présente comme une formation militaire avec à sa base, entre l'espalanade et l'escalier monumental, le tombeau d'Emmanuel-Philibert de Savoie, commandant de la 3e Armée, aux côtés duquel sont placées les tombes de ses généraux. Le duc d'Aoste, mort en 1931, a sollicité l'honneur d'être inhumé au milieu des soldats qui perdirent la vie par milliers sur le champ de bataille. Sa tombe est surmontée d'un monolithe de porphyre de soixante-quinze tonnes. Le majestueux escalier-mausolée à la base duquel est érigé le tombeau du commandant de la 3e Armée, flanqué des tombes de ses généraux morts au combat, semble ainsi incarner le puissant et parfait ordonnancement d'une immense unité de 100 000 soldats. 

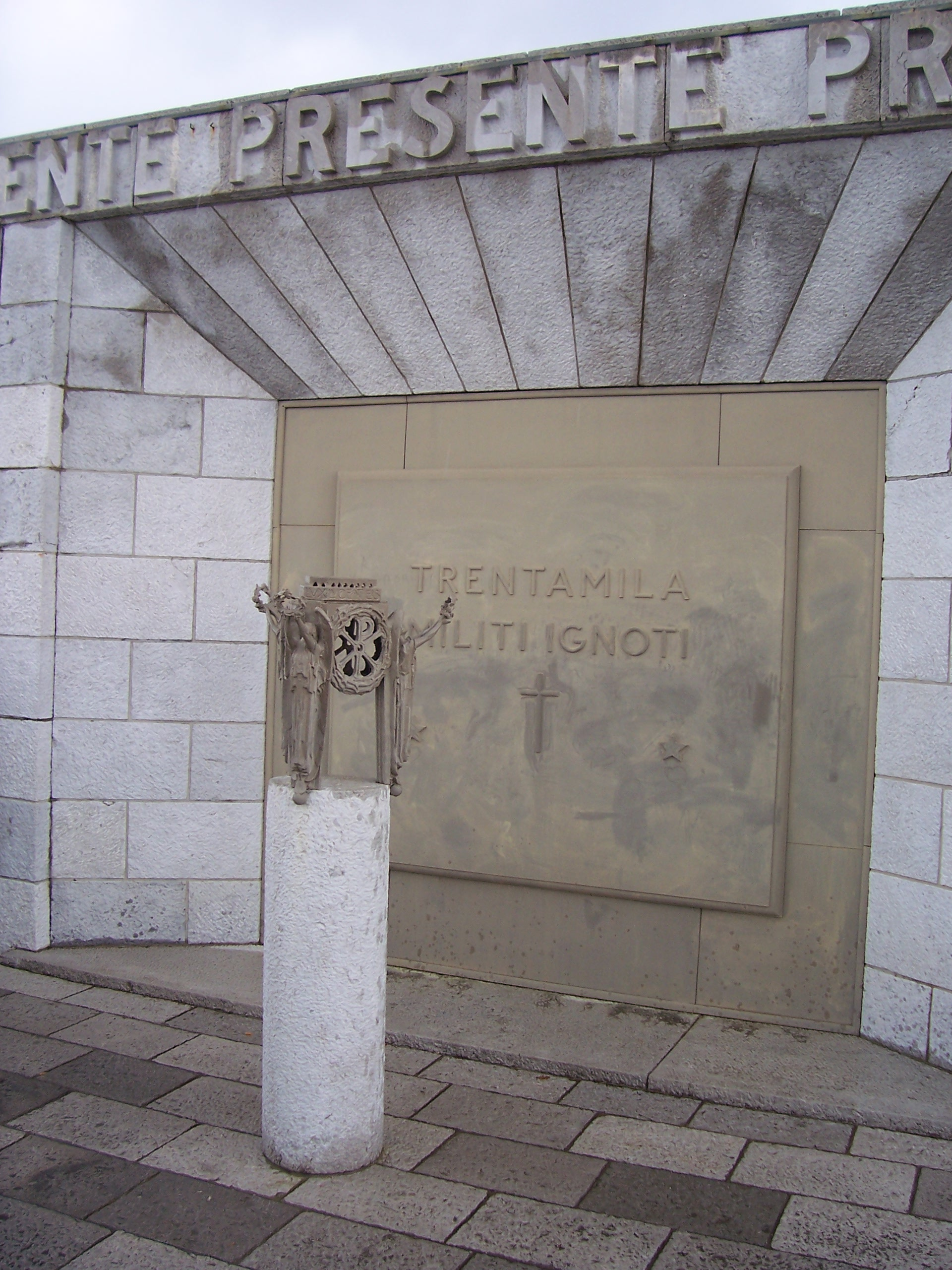
Tombe commune contenant les corps de 30 000 soldats inconnus
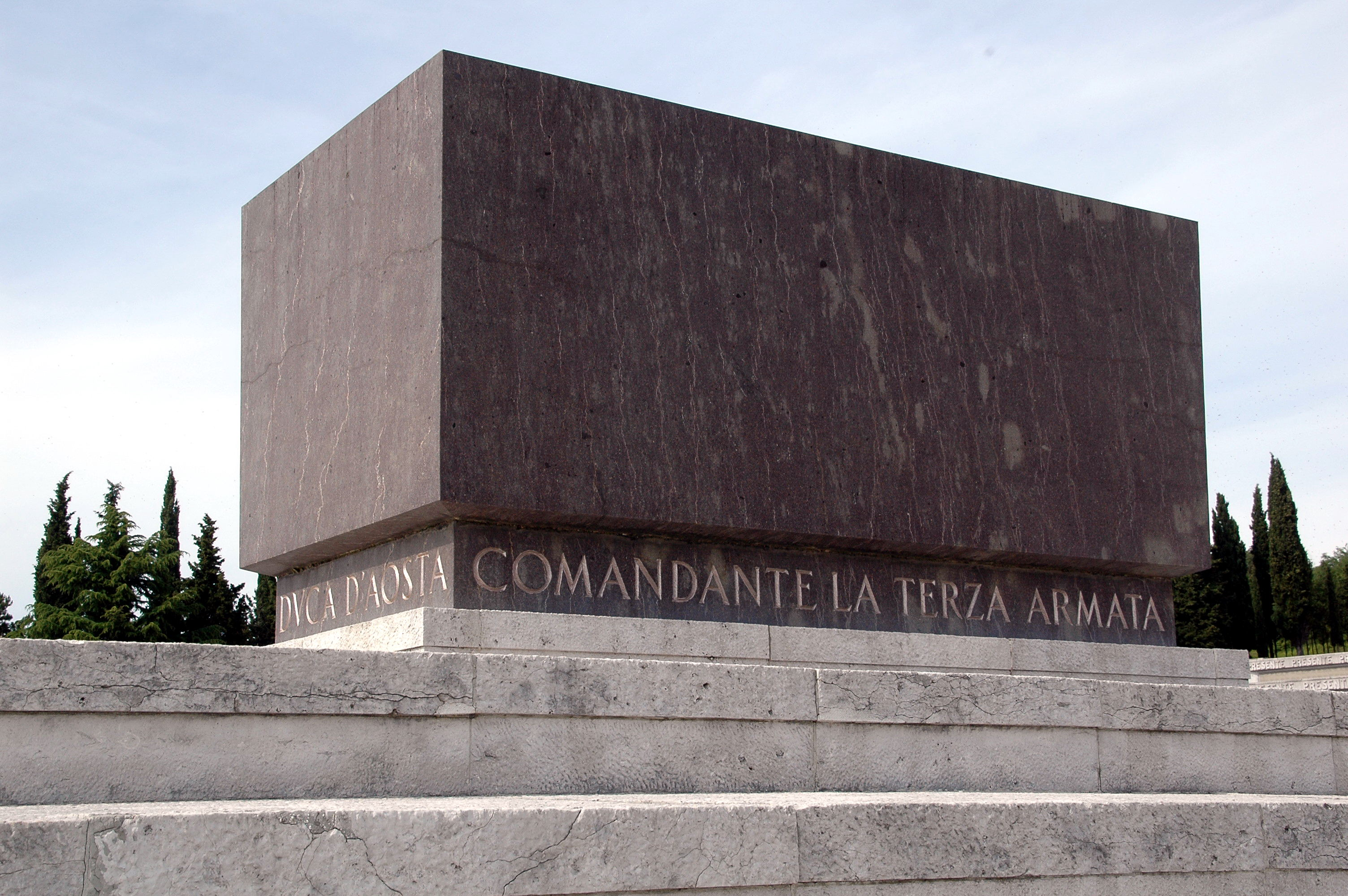
Tombe du duc d'Aoste
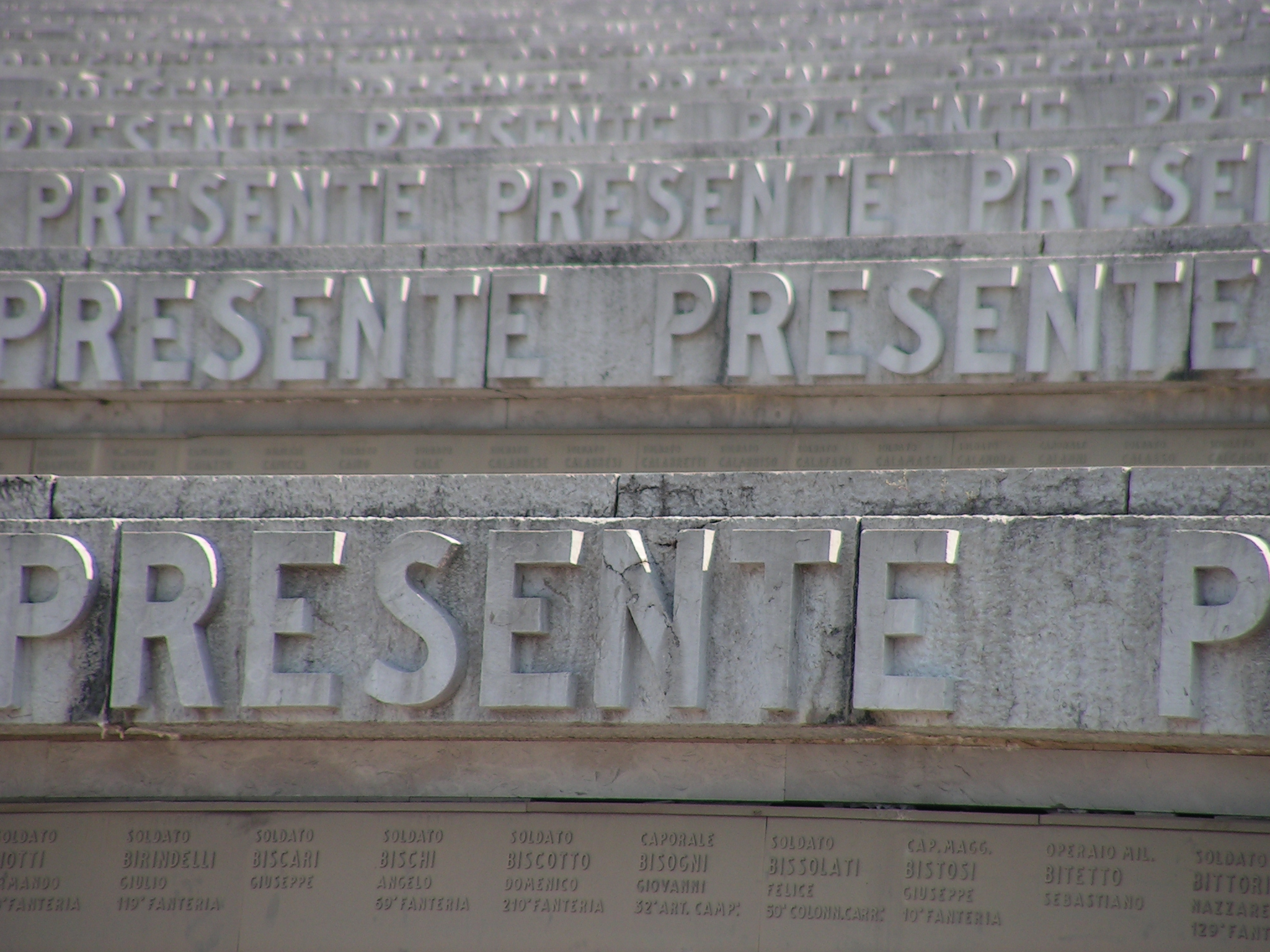
Entre chaque marche sont gravés les noms de chaque disparu auquel répond le mot « presente »
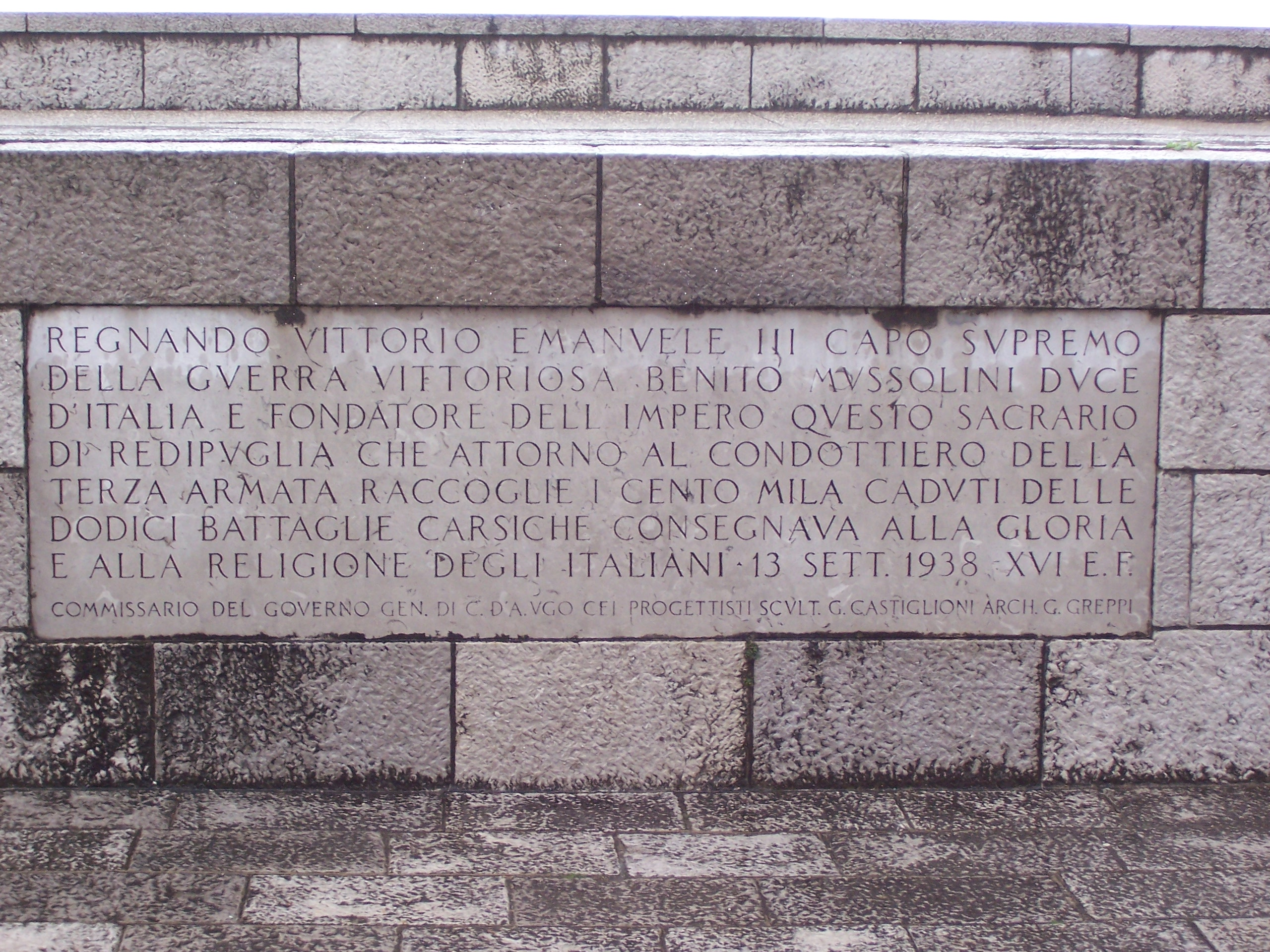
Stèle de l'inauguration

## Le musée à ciel ouvert
Le grand mausolée a été réalisé face au premier cimetière de guerre de la 3e armée sur la colline Sant'Elia qui est aujourd'hui un musée à ciel ouvert, le parco della Rimembranza (« parc du Souvenir »). Le long de l'allée bordée de hauts cyprès, le chemin est parsemé de bornes en pierre carsique présentant les reliques et les épigraphes des tombes du premier sanctuaire. Au sommet de la colline, un fragment de colonne romaine, provenant des fouilles d'Aquilée, célèbre la mémoire des morts de toutes les guerres, « senza distinzione di tempi e di fortune » (« sans distinction de temps ni d'origine »).